# ワイアラ
ワイアラ（Whyalla）はオーストラリア・南オーストラリア州の都市。人口は2万1742人（2018年）。
BHPグループの製鉄所が立地する工業都市。50km北西のアイアン・ノブに鉱山があり、貨物線で鉄鉱石を輸送している。鉄鉱石は港から輸出もしている。かつては造船所もあり町は繁栄したが、造船所閉鎖後は町の人口は減少傾向である。
年間雨量は300mmに満たず、非常に乾燥した気候である。

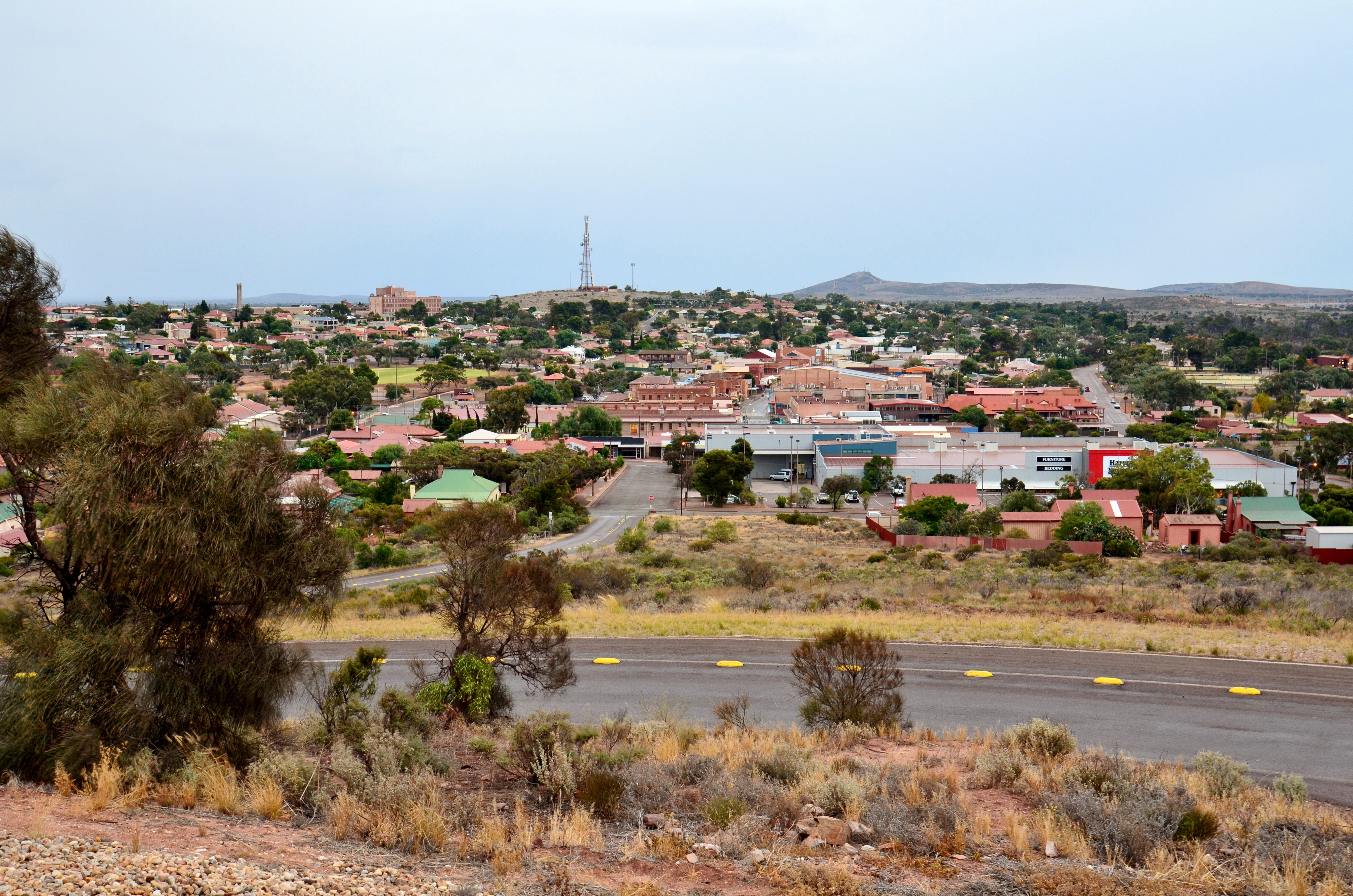
ワイアラ

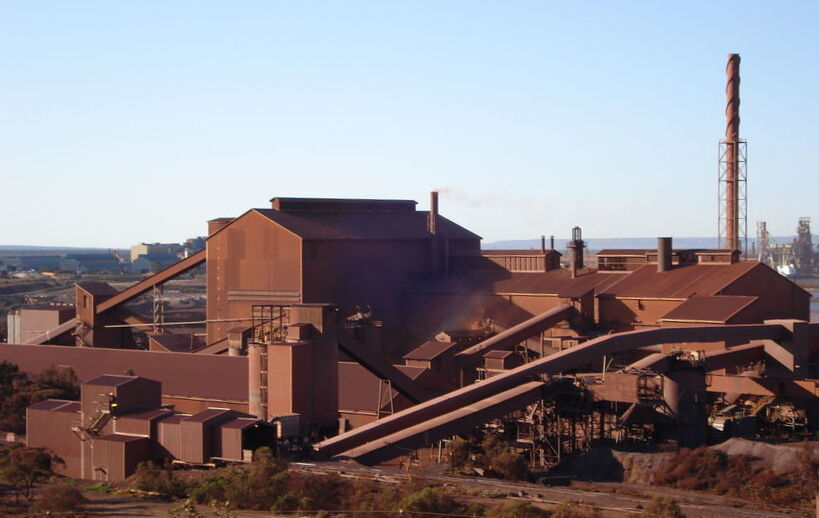
ワイアラ製鉄所